# Альметьевский государственный нефтяной институт
Альметьевский государственный технологический университет "Высшая Школа Нефти" (АГТУ ВШН) — региональное высшее учебное заведение в Альметьевске, готовящее кадры для нефтяной промышленности. Учредителем является Министерство образования и науки Республики Татарстан.

## История[3]
В годы Великой Отечественной войны, когда страна потеряла районы нефтедобычи и переработки нефти на Кавказе, начались изыскания и геологическая разведка месторождений нефти на территории ТАССР. В конце 40-х годов в Татарстане произошло событие, которое в корне изменило облик юго-востока Республики и оказало огромное влияние на жизнь всей республики: было открыто знаменитое Ромашкинское месторождение и начались его освоение и промышленная разработка. 
В новый нефтяной регион приехали специалисты из Азербайджана, Грузии, Украины, Белоруссии и других уголков Советского Союза. Однако, кадры рабочих и ИТР, приехавшие на новое месторождение, не могли удовлетворить потребности расширяющегося производства, прежде всего в специалистах с высшим образованием. В этих условиях оптимальной формой подготовки специалистов была признана их подготовка из числа работников нефтяных предприятий региона. 
Решение этой задачи взял на себя Московский нефтяной институт имени И.М. Губкина, который в сентябре 1956 года открыл в г. Альметьевске учебно-консультационный пункт (УПК) заочного факультета. Приказом Министра высшего и среднего образования СССР №16 от 03.01.1959 года на базе филиала заочного факультета МИНГ был организован Татарский вечерний факультет (ТВФ). 
За время существования факультет осуществил 33 выпуска и подготовил для нефтегазовой промышленности по пяти специальностям около 3000 инженеров-нефтяников.
Постановлением Кабинета Министров Республики Татарстан от 28.07.1992 года №415 «О переходе Татарского вечернего факультета Государственной академии нефти и газа имени И. М. Губкина в юрисдикцию органов государственного управления Республики Татарстан» на базе филиала был создан Альметьевский нефтяной институт, который в 2003 году переименован в Альметьевский государственный нефтяной институт (АГНИ). Первым ректором Альметьевского нефтяного института стал В. Н. Матвеев. С октября 1999 года по март 2016 года ректором являлся Александр Александрович Емекеев. С 2016 по март 2020 год институт возглавлял Роберт Загитович Нургалиев, с марта по октябрь 2020 года — Алексей Федорович Иванов. С 12 октября 2020 года исполняющим обязанности ректора Альметьевского государственного нефтяного института назначен Александр Анатольевич Дьяконов.
В настоящее время на 3 факультетах и 14 кафедрах работают 167 преподавателей, в т.ч. 23 докторов наук, 89 кандидатов наук.
В АГНИ обучаются более 2 100 студентов и аспирантов.
Более 5% обучающихся - иностранные студенты из 8 стран СНГ.
С 1956 по 2019 годы институт окончили более 19 000 специалистов.
География приема и трудоустройства выпускников дневного отделения АГНИ.
Ежегодно в АГНИ поступают студенты из различных субъектов РФ, а также из стран СНГ: в 2018 году обучались студенты из 32 субъектов РФ и 8 стран СНГ. При этом около 25% студентов первого курса – жители Альметьевского муниципального района, более 35% - жители других районов РТ, около 39% - жители других субъектов РФ, около 1% - жители стран СНГ.
Ежегодно около 65-75% выпускников связывают свою деятельность с предприятиями Татарстана. Основные предприятии трудоустройства в Татарстане: ПАО «Татнефть», ООО «ТаграС», ОАО «АЛНАС», ООО «Газпром трансгаз Казань» и другие.
Около 15-20% выпускников ежегодно трудоустраиваются на предприятия нефтегазовой отрасли в более 25 субъектах Российской Федерации (кроме РТ): Республика Башкортостан, Пермский край, Ханты-Мансийский автономный округ, Республика Коми, Москва и Московская область и др.
Продолжают обучение в магистратуре (аспирантуре) – около10% выпускников.

## Рейтинги
Занимает 13-е место в предметном рейтинге вузов (нефтегазовое дело) по версии рейтингового агентства "РАЭКС Аналитика" .
Входит в число участников Международного рейтинга «Три миссии университета» в диапазоне 1751-2000.

## Структура[8]
1. Направление "Экономики и менеджмента"
  - Кафедра экономики и управления предприятием (ЭиУП)
  - Кафедра гуманитарного образования и социологии (ГОС)
  - Кафедра иностранных языков
  - Кафедра физической и специальной подготовки (ФиСП)
2. Энергомеханическое направление
  - Кафедра автоматизации и информационных технологий (АИТ)
  - Кафедра электро- и теплоэнергетики (Э-иТЭ)
  - Кафедра нефтегазового оборудования и технологии машиностроения (НГОиТМ)
  - Кафедра математики и информатики (МиИ)
3. Нефтегазовое направление
  - Кафедра разработки и эксплуатации нефтяных и газовых месторождений (РиЭНГМ)
  - Кафедра бурения нефтяных и газовых скважин (БНГС)
  - Кафедра геологии
  - Кафедра транспорта и хранения нефти и газа (ТХНГ)
  - Кафедра физики и химии

## Направления подготовки бакалавров[9]
- Нефтегазовое направление 
  - 21.03.01 – Нефтегазовое дело
- Энергомеханическое направление
  - 13.03.02 – Электроэнергетика и электротехника
  - 15.03.02 – Технологические машины и оборудование
  - 21.03.02 - Нефтегазовое дело
  - 15.03.05 - Конструкторско-технологическое обеспечение машиностроительных производств
  - 15.03.04 – Автоматизация технологических процессов и производств
  - 27.03.04 - Управление в технических системах
- Направление "Экономики и менеджмента"
  - 38.03.01 – Экономика
  - 38.03.02 – Менеджмент

## Направления подготовки магистрантов[9]
- Нефтегазовое направление
  - 21.04.01 – Нефтегазовое дело
- Энергомеханическое направление
  - 13.04.02 – Электроэнергетика и электротехника
  - 15.04.02 – Технологические машины и оборудование
  - 15.04.04 – Автоматизация технологических процессов и производств
  - 21.04.01 - Нефтегазовое дело
- Направление "Экономики и менеджмента"
  - 38.04.01 – Экономика